# Haghtanakbron
Haghtanakbron (armeniska: Հաղթանակի կամուրջ: Haghtanaki kamurdzj, betyder Segerbron) är en 200 meter lång bågbro i Armeniens huvudstad Jerevan. Bron går över floden Hrazdan.

Bron byggdes i sten år 1945 och kallades Segerbron efter Sovjetunionens och de allierades seger över Tyskland i andra världskriget. Bron byggdes av arkitekterna och ingenjörerna Simon Ovnanjan, Artasjes Mamadzjanjan och Asjot Asatrjan.

Under 2005 var bron var stängd för renovering.